# Solaio in laterocemento

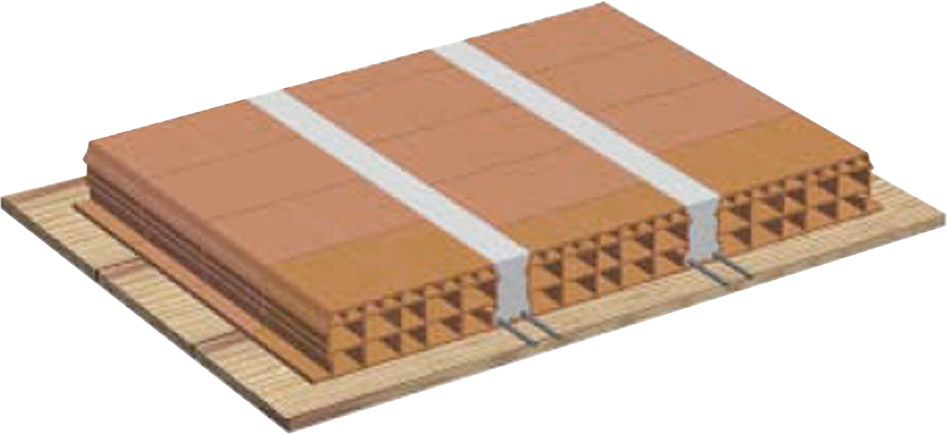
Solaio in laterocemento realizzato in opera, sostenuto da un impalcato provvisorio in legno

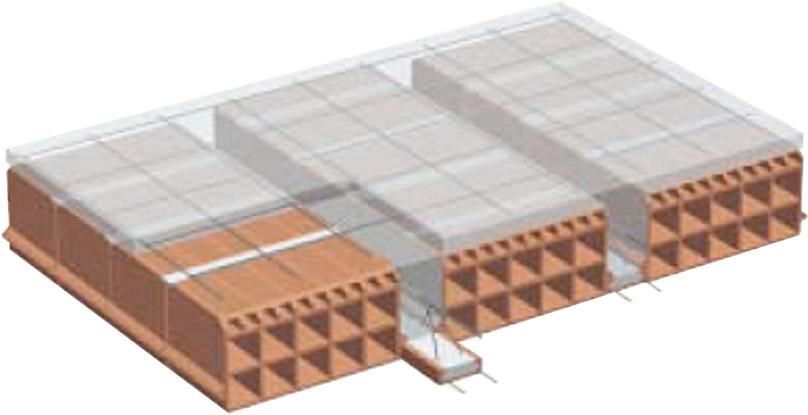
Solaio in laterocemento a travetti tralicciati

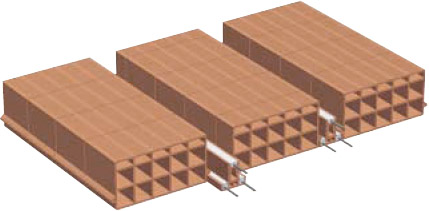
Solaio in laterocemento con travetti in laterocemento

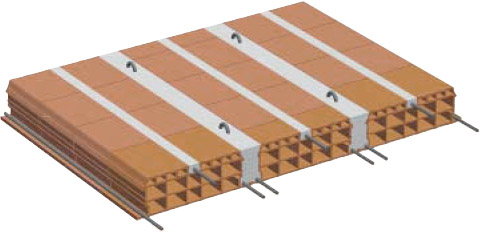
Solaio in laterocemento con pannelli prefabbricati, si notano i ganci per il sollevamento meccanico

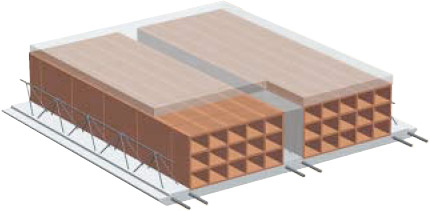
Solaio a lastra in calcestruzzo (predalles) con elementi di alleggerimento in laterizio

I solai in laterocemento o solai misti, sono solai composti mediante accostamento di elementi in calcestruzzo armato, comunemente costituiti da travi (realizzate in opera o prefabbricate) denominate travetti, con funzione strutturale, ed elementi di alleggerimento normalmente in laterizio.
Di norma il solaio viene completato in opera con un getto di calcestruzzo fino a formare, al di sopra dell'estradosso dell'elemento di alleggerimento, una soletta in calcestruzzo, denominata caldana o cappa superiore, opportunamente armata (armatura di ripartizione), che ha le funzioni di ripartire il carico tra le varie nervature e di fornire un piano rigido per distribuire le azioni sismiche.
La cappa superiore per normativa tecnica vigente deve essere minimo 40 mm per costruzioni in zona sismica.

## Elementi di alleggerimento
Gli elementi in laterizio possono essere non collaboranti, con funzioni prevalentemente di alleggerimento. 
Generalmente si utilizzano le pignatte. Si possono usare anche tavelle.
Altri tipo di solaio possono prevedere altri blocchi di diverso materiale, con funzione di alleggerimento, ad esempio:
- blocchi di polistirolo espanso
- blocchi in calcestruzzo leggero di argilla espansa
- blocchi in calcestruzzo normale sagomato.

in tal caso di parlerà di semplice "solaio alleggerito".

## Principali tipologie di solaio in laterocemento

### Solaio in opera
I solai in opera rappresentano il tipo originario dei solai misti.
Vengono costruiti completamente in opera e sono costituiti da travetti in calcestruzzo armato, elementi di alleggerimento in laterizio (pignatte) e sovrastante caldana sempre in calcestruzzo armato.

Vengono realizzati assemblando in opera sopra i casseri, sia l'armatura a momento negativo che quella a momento positivo, disponendo in corrispondenza dei bordi dei travetti le file di pignatte, disponendo la rete elettrosaldata per la ripartizione dei carichi sopra l'estradosso delle pignatte utilizzando opportuni distanziatori e infine eseguendo il getto di completamento fino alla realizzazione di una caldana di idoneo spessore.

### Solaio a travetti prefabbricati in calcestruzzo normale o precompresso
I solai a travetti prefabbricati sono oggi per lo più in calcestruzzo precompresso, possono essere il solo fondello inferiore (es. travetti tralicciati tipo Bausta), e in opera si getta parte del travetto e della cappa, oppure possono essere l'intero travetto. Per lo più è incorporata l'armatura a momento positivo.
I solai sono completati in opera con:
- la posa di elementi di alleggerimento in laterizio, chiamati "pignatte";
- la posa dell'armatura integrativa per assorbire i momenti negativi;
- la posa dell'eventuale armatura di ripartizione dei carichi costituita normalmente da una rete elettrosaldata;
- il getto di calcestruzzo di completamento fino alla realizzazione di una caldana di idoneo spessore.

I solai in laterocemento con travetti prefabbricati sono molto diffusi nell'edilizia contemporanea.

Utilizzando i travetti prefabbricati precopressi tipo "Varese" si possono realizzare dei solai ad intercapedine che garantiscono una migliore coibenza termo-acustica.

La formazione dell'intercapedine è possibile grazie alla particolare forma di questo travetto, che presenta, rispetto ai travetti a T rovescia classici, un'ulteriore ala superiore (anch'essa a coda di rondine) quasi a metà dell'anima.

In corrispondenza delle due ali, quella inferiore e quella superiore, vengono poggiati, come elementi di alleggerimento, tavelle o tavelloni.

Il solaio viene poi completato con una cappa.

## Marcatura CE
La massima parte dei manufatti strutturali prefabbricati in c.a. e c.a.p., ricadono oramai nel campo di applicazione di varie norme armonizzate europee, e pertanto sono soggetti alle procedure di marcatura CE, fatta eccezione per alcuni prodotti, non rientranti in tale ambito perché per essi non è disponibile alcuna EN armonizzata.
Per tali elementi (non ricadenti nelle procedure CE), le vigenti Norme Tecniche per le costruzioni prevedono le seguenti tipologie realizzative (p.to 4.1.10.1 del DM 14.1.2008):
- produzione in SERIE DICHIARATA
- produzione in SERIE CONTROLLATA
- produzione OCCASIONALE

La marcatura CE non rappresenta un marchio di qualità del prodotto ma sta a significare che il prodotto soddisfa i requisiti essenziali previsti per quel prodotto e per l'impiego previsto.
Gli elementi prefabbricati utilizzati per la realizzazione dei solai (travetti, lastre) che devono essere sottoposti a marcatura CE è previsto un solo sistema di attestazione di conformità CE:
- livello 2+: è richiesta una dichiarazione di conformità rilasciata dal produttore accompagnata dalla certificazione del Controllo del processo di Fabbrica (Factory Control Production o FPC) rilasciata da un organismo notificato.

generalmente la marcatura CE avviene mediante l'apposizione di un'etichetta direttamente sui prodotti ovvero mediante stampa dell'etichetta sul Documento di Trasporto.
Il layout ed il contenuto di informazioni dell'etichetta viene descritto nei punti successivi.

## Documentazione di accompagnamento
Ogni fornitura di lastre o travetti, e comunque di ogni elemento prefabbricato ad uso strutturale deve essere accompagnato dalla seguente documentazione che dovrà essere visionata dal direttore dei lavori per l'accettazione del prodotto:
- documento di trasporto (DDT);
- copia della dichiarazione di conformità CE rilasciata dal produttore riportante almeno le seguenti indicazioni:
  - nome dell'azienda produttrice
  - descrizioni del prodotto
  - indirizzo dello stabilimento
  - numero dell'FPC
- copia della certificazione del Controllo del processo di Fabbrica rilasciato da un organismo  notificato rilasciata da un Ente Notificato che certifichi la conformità del processo produttivo alla norma di riferimento;
- verifica che il prodotto viaggi con regolare etichetta riportante il simbolo CE con tutti i dati necessari applicata sul prodotto o sull'imballaggio o sul DDT;
- piano di montaggio;
- istruzioni sull'installazione e la manutenzione;
- relazione di calcolo.
- eventuali dichiarazioni (non certificazioni) per prestazioni REI.

### Etichetta CE
L'etichetta con il simbolo di marcatura CE, nella versione semplificata deve riportare almeno le seguenti informazioni:
- marcatura di conformità CE, consistente nel simbolo «CE»
- numero di identificazione dell'Organismo di certificazione (es. 0123)
- nome o marchio identificativo e indirizzo del produttore
- ultime due cifre dell'anno in cui è stata applicata la marcatura (es. 10 per 2010)
- numero del certificato di confotnità dell'FPC (es. 0123CPD).  Spesso tale numero è associato al precedente (es. 0123CPD-010)
- norma a cui il prodotto e conforme (UNI EN 13747 per le lastre e UNI EN 15037 per i travetti)

Nella forma estesa (metodo 3) l'etichetta può contenere:
- descrizione del prodotto (es. travetti in c.a. per solaio)
- informazioni sul prodotto e sulle caratteristiche rilevanti

## Sfondellamento
Lo sfondellamento  (o scartellamento) è un termine tecnico con cui si indica il distacco delle cartelle di intradosso (fondelli) dei laterizi utilizzati nei solai in laterocemento.
Infatti anche nel caso in cui il solaio in latero-cemento è stato progettato con laterizi non collaboranti con il travetto in cemento armato o in cemento armato precompresso, in realtà questi due materiali hanno un comportamento che non è indipendente l'uno dall'altro in quanto, per la congruenza agli spostamenti, parte delle azioni strutturali viene assorbita anche dai laterizi; quando le sollecitazioni di compressione risultano superiori a quelle sopportabili dal laterizi si può avere l'espulsione della cartella di intradosso.
Il fenomeno dello sfondellamento è tipico dei solai in latero-cemento costruiti attorno agli anni '50-'70.

## Normativa
- UNI EN 13747:2010 - Prodotti prefabbricati di calcestruzzo - Lastre per solai
- UNI EN 15037-1:2008 - Prodotti prefabbricati di calcestruzzo - Solai a travetti e blocchi - Parte 1: Travetti
- UNI EN 15037-2:2009 - Prodotti prefabbricati di calcestruzzo - Solai a travetti e blocchi - Parte 2: Blocchi di calcestruzzo
- UNI EN 15037-3:2009 - Prodotti prefabbricati di calcestruzzo - Solai a travetti e blocchi - Parte 3: Blocchi di laterizio
- UNI EN 15037-4:2010 - Prodotti prefabbricati di calcestruzzo - Solai a travetti e blocchi - Parte 4: Blocchi di polistirene espanso
- D.M. II e TT 14 gennaio 2008 - Nuove norme tecniche per le costruzioni
- Circolare 2 febbraio 2009 n. 617/C.S.LL.PP.